# Марія Хосе Льорка
Марія Хосе Льорка (ісп. María José Llorca; нар. 3 березня 1970) — колишня іспанська тенісистка.
Найвищу одиночну позицію світового рейтингу — 184 місце досягла 26 жовтня 1987, парну — 157 місце — 9 травня 1988 року.

## Фінали Туру WTA

### Парний розряд (0–1)
| Результат | Дата              | Турнір             | Рівень      | Покриття | Партнерка          | Суперниці                      | Рахунок       |
| --------- | ----------------- | ------------------ | ----------- | -------- | ------------------ | ------------------------------ | ------------- |
| Поразка   | Spanish Open 1988 | Барселона, Іспанія | Категорія 1 | Ґрунт    | Анна-Карін Ольссон | Іва Бударжова Сандра Вассерман | 6–1, 3–6, 2–6 |

## Фінали ITF

### Одиночний розряд: 6 (3-3)
| турніри $100,000 |
| турніри $75,000  |
| турніри $50,000  |
| турніри $25,000  |
| турніри $10,000  |

| Результат | Ранг | Дата            | Турнір                           | Покриття | Суперниця у фіналі   | Рахунок у фіналі |
| Поразка   | 1.   | 8 вересня 1986  | Лісабон, Португалія              | Ґрунт    | Клер Вуд             | 2–6, 2–6         |
| Перемога  | 2.   | 27 квітня 1987  | Саттон, Велика Британія          | Тверде   | Сібій Ніокс-Шато     | 6–4, 4–6, 7–5    |
| Перемога  | 3.   | 11 травня 1987  | Лі-он-зе-Солент, Велика Британія | Ґрунт    | Елізабет Гелфін      | 6–1, 3–6, 6–1    |
| Перемога  | 4.   | 21 вересня 1987 | Валенсія, Іспанія                | Ґрунт    | Інмакулада Варас     | 2–6, 6–1, 6–2    |
| Поразка   | 5.   | 2 липня 1990    | Шербур-Октевіль, Франція         | Ґрунт    | Александра Фусаї     | 3–6, 6–2, 3–6    |
| Поразка   | 6.   | 30 липня 1990   | Віго, Іспанія                    | Ґрунт    | Катерін Моте-Жобкель | 6–4, 1–6, 1–6    |

### Парний розряд: 5 (4–1)
| Результат | Ранг | Дата            | Турнір              | Покриття | Партнерка         | Суперниці                          | Рахунок       |
| Перемога  | 1.   | 8 вересня 1986  | Лісабон, Португалія | Ґрунт    | Ніноска Соуто     | Клаудія Ернандес Патрісія Гай-Буле | 6–1, 4–6, 6–4 |
| Поразка   | 2.   | 21 вересня 1987 | Валенсія, Іспанія   | Ґрунт    | Інмакулада Варас  | Роса Б'єльса Елена Герра           | 3–6, 6–3, 3–6 |
| Перемога  | 3.   | 15 травня 1989  | Яффа, Ізраїль       | Тверде   | Ілана Бергер      | Анне Аалонен Лусіана Телла         | 6–3, 6–2      |
| Перемога  | 4.   | 23 липня 1990   | Ла-Корунья, Іспанія | Ґрунт    | Ана Белен Кінтана | Наталі Родрігес Валері Ледрофф     | 3–6, 6–3, 7–5 |
| Перемога  | 5.   | 30 липня 1990   | Віго, Іспанія       | Ґрунт    | Ана Сегура        | Ева Бес Вірхінія Руано Паскуаль    | 6–3, 6–4      |